# Клиновидная кость
Клинови́дная кость (основна́я кость) (лат. os sphenоpetrosa ) — непарная кость, образующая центральный отдел основания черепа. Состоит из тела (лат. corpus ossis sphenoidalis), двух пар крыльев (малые крылья, лат. alae minores и большие крылья, лат. alae majores) и крыловидных отростков (лат. processus pterygoidei).

## Тело клиновидной кости
На верхней поверхности тела расположено углубление — турецкое седло (лат. sella turcica), на дне которого находится гипофизарная ямка (fossa hypophisialis), содержащая гипофиз. Передней границей седла является бугорок седла, задней — спинка седла (dorsum sellae). По бокам турецкого седла располагаются сонные борозды (sulcus caroticus) с пещеристыми синусами, в которых проходят внутренние сонные артерии (arteria carotica interior) и сопутствующие нервные сплетения.
Впереди от бугорка седла находится борозда перекреста (sulcus prehiasmaticus), на которой располагается перекрест зрительных нервов (выходящих из зрительных каналов (canalis opticus)). Спинка седла в латеральных отделах выступает вперёд, формируя задние наклонённые отростки (processus clinoideus posterior). Задняя поверхность спинки турецкого седла плавно продолжается верхней поверхностью базилярной части затылочной кости, формируя скат (clivus). Спереди тело клиновидной кости соединяется с перпендикулярной пластинкой решётчатой кости (lamina perpendicularis ossis ethmoidale) и сошником (vomer) посредством вертикально расположенного клиновидного гребня (crista sphenoidalis).
Сзади тело клиновидной кости срастается с базилярной частью затылочной кости.
Бо́льшая часть тела клиновидной кости выполнена воздухоносной клиновидной пазухой (sinus sphenoidalis), разделённой перегородкой на две половины. Спереди пазуха ограничена клиновидными раковинами (conchae sphenoidalis), расположенными по бокам от клиновидного гребня. Раковины формируют отверстия — апертуры (apertura sinus ossis sphenoidale), через которые клиновидная полость сообщается с полостью носа. Стенки клиновидной пазухи выстланы слизистой оболочкой.

## Малые крылья
Малые крылья (ala minor) направлены в стороны от передневерхних углов тела в виде двух горизонтальных пластинок. У их основания расположены отверстия округлой формы , являющиеся началом зрительных каналов (canalis opticus), содержащих зрительные нервы и глазные артерии. Верхние поверхности малых крыльев обращены в полость черепа (cranium), нижние — в полость глазниц (orbita), формируя верхние стенки верхних глазничных щелей (fissura supraorbitalis). Передними краями крылья сочленяются с глазничными частями лобной кости. Задние края свободно лежат в полости черепа, являясь границей передней и средней черепных ямок (fossa cranium anterior et posterior).
Малые крылья соединяются друг с другом клиновидным возвышением, расположенным спереди от борозды перекреста.

## Большие крылья
Большие крылья отходят кнаружи от боковых поверхностей тела кости. У большого крыла различают четыре поверхности и три края. У основания большого крыла располагаются три отверстия: круглое отверстие (foramen rotundum), через которое проходит верхнечелюстной нерв (вторая ветвь тройничного нерва (V пара черепно-мозговых нервов)); овальное (foramen ovale), через которое проходит добавочная ветвь средней менингеальной артерии, венозное сплетение овального отверстия и нижнечелюстной нерв (третья ветвь тройничного нерва (V пара черепно-мозговых нервов)); остистое (foramen spinosum) (оно пропускает среднюю менингеальную артерию, средние менингеальные вены менингеальную ветвь верхнечелюстного нерва).

### Поверхности большого крыла
Мозговая поверхность (facies celebralis), верхняя, обращена в полость черепа.
Глазничная поверхность (facies orbitalis) передневерхняя, имеет ромбовидную форму. Обращена в полость орбиты, образуя часть её латеральной стенки. Нижний край глазничной поверхности крыла наряду с задним краем глазничной поверхности верхней челюсти формирует нижнюю глазничную щель.
Верхнечелюстная поверхность (facies maxillaris), передняя, имеет треугольную форму, небольшие размеры. Сверху ограничена глазничной поверхностью, сбоку и снизу — корнем крыловидного отростка. Верхнечелюстная поверхность участвует в формировании задней стенки крылонебной ямки. В ней расположено круглое отверстие.
Височная поверхность (facies temporalis), верхнебоковая, делится подвисочным гребнем на непосредственно височную и крыловидную поверхности. Височная поверхность участвует в формировании височной ямки. На крыловидной поверхности открываются овальное и остистое отверстия. Крыловидная поверхность формирует переднюю стенку подвисочной ямки.

### Края большого крыла
Лобный край (margo frontalis), верхний, соединяется с глазничной частью лобной кости, посредством клиновидно-лобного шва. Наружные отделы лобного края заканчиваются острым теменным краем, образующим с теменной костью клиновидно-теменной шов. Внутренние отделы лобного края переходят в тонкий свободный край, ограничивающий снизу верхнюю глазничную щель.
Скуловой край (margo zygomaticus), передний, соединяется с лобным отростком скуловой кости, формируя клиновидно-скуловой шов.
Чешуйчатый край (margo squamosus), задний, соединяется с клиновидным краем височной кости и образует клиновидно-чешуйчатый шов. Сзади и снаружи чешуйчатый край заканчивается остью клиновидной кости. Кнутри от ости чешуйчатый край располагается впереди каменистой части височной кости, образуя с ней клиновидно-каменистую щель, переходящую медиально в рваное отверстие.

## Крыловидные отростки
Крыловидные отростки (лат. processus pterygoidei) начинаются в месте соединения больших крыльев с телом клиновидной кости и располагаются вертикально книзу. В основании отростков расположены крыловидные каналы, в которых проходят одноимённые нервы и сосуды. Спереди каждый канал открывается в крыловидно-нёбную ямку.
Каждый отросток состоит из медиальной и латеральной пластинок, которые сращены в передне-верхних отделах, ограничивая спереди крыловидную ямку. Свободные, несросшиеся концы пластинок ограничивают крыловидную вырезку, заполненную пирамидальным отростком нёбной кости. Нижний конец медиальной пластинки заканчивается крыловидным крючком, направленным вниз и кнаружи.

## Онтогенез
Клиновидная кость, происходят из мезэктодермы и относятся к висцеральному скелету.